# W48 (核砲彈)

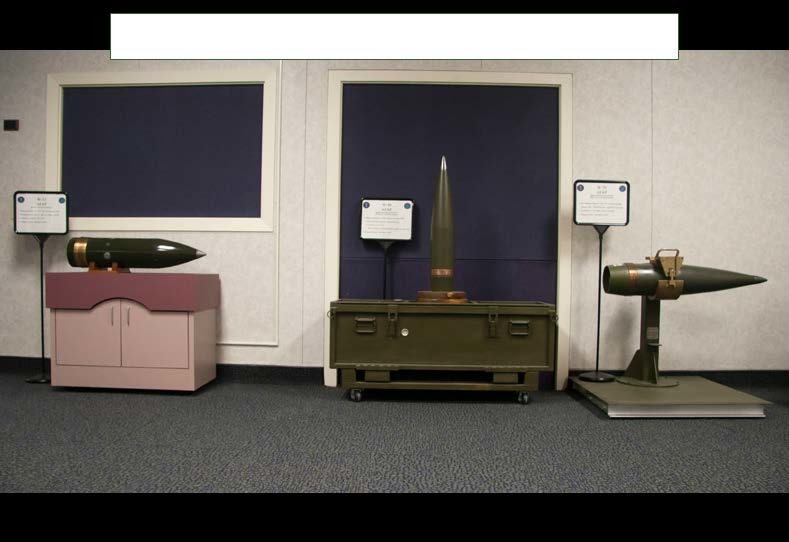
W48 (AFAP，火炮彈道核武器)(中間)

W48是美國的其中一款核火砲砲彈，它可從標準的155 mm(6.1英吋)榴彈砲發射。W48是一種戰術核武器，於1963年開始生產，1992年全數退役。它服役時被稱為XM454 AFAP(火炮彈道核武器，Artillery-Fired Atomic Projectile，AFAP)。
W48長34英吋(860 mm)，重120磅(54 kg)，生產了兩種型號，分別是Mod 0和Mod 1。爆炸當量為72噸(0.3 TJ)，是美國有史以來生產過的爆炸當量最小核武器之一。

## 歷史
W48源於美國陸軍在1954年4月表示對低當量核武器感興趣。最初研發的是W33 8英吋(200 mm)槍式核分裂武器，但陸軍更關注改良版，甚至直徑更小的核武器。他們委託進行了一項研究，以探索小直徑內爆式砲彈的發展。當時的技術還不夠先進，無法研發這種武器，但勞倫斯利佛摩國家實驗室在接下來的12個月內取得了重大進展。他們還委託對內爆式8英吋(200 mm)武器進行進一步研究，導致XW48的初步工作集中在8英吋(200 mm)設計上，導致於1955年5月取消對XW32 240 mm(9.4英吋)砲彈的研發，取而代之的是 WX48。雖然該研究的詳細資訊是機密的，但結果是成功的，至1956年9月，研究的重點轉移至開發155 mm砲彈上。
軍事特點草案指出，砲彈將使師(軍事單位編制的一種)指揮官能夠提供近距離核火力支援，並能夠攻擊其他核武器無法適當地到達的深層目標。W48可以從海海平面發射到10,000呎(3,000 m)，以打擊從海平面到海拔50,000呎(15,000 m)高的目標，W48的射程為15,000 m(9.3英里)。
在1957年5月，桑迪亞國家實驗室指155 mm內爆式砲彈將需要大量的研究工作，且並不保證計劃百分百成功。在研究途中也發現了一些問題，包括鈹對發射時的衝擊的抵抗性，高爆炸藥的強度，核組件在倒退加速度(英語: setback accelerations)下的問題等。期間需要研發新的和極其堅固的組件，他們估計最少需要3年時間進行研發。
因為美國原子能委員會沒有能力研究砲彈上的倒退加速度，所以倒退加速度的研究交由軍方負責。研究確定武器需要承受166,000 rad·s−2的角加速度，每分鐘2,500-18,000次的旋轉和9,000 g(88,000 m·s−2)的倒退加速度。皮卡汀尼兵工廠(英語：Picatinny Arsenal)建議該武器使用環形聚苯乙烯電容器(英語: toroidal polystyrene capacitor)。這電容器被認為是組件中最脆弱的部分，因為它必須在存儲中保持充電4年。
美國陸軍於1958年7月通知桑迪亞國家實驗室，由於155 mm 砲彈在技術上遇到難題，175 mm砲彈仍在探索階段中，但砲彈設計工作仍在155mm的基礎上繼續。1959 年初，美國陸軍考慮取消XW48的研發計劃，但在4月經重新檢視後決定繼續該計劃。
在1959年5月桑迪亞國家實驗室向橡樹嶺國家實驗室委員會(英語: Oak Committee) 提交XW48點火裝置。設計包含一個鐵磁換能器，形成一個寬3.5英吋(89 mm)，高1.7英吋(43 mm)的圓柱體。點火裝置的測試已經成功，並且大多數設計上的問題都已解決。8月，砲彈的長度增加2英吋(51 mm)以改善砲彈的彈道特性，並將砲彈的重量增加至120磅(54 kg)，射程減少至14,000 m(8.7英里)。
1960年1月，美國國防部原子能支援局(英語: Defense Atomic Support Agency)通知桑迪亞國家實驗室，指該武器符合預期的軍事特點，但有數個例外情況。除了需要更高的爆炸當量外，其他的至今仍屬機密。但是至5月，軍事聯絡委員會(英語: Military Liaison Committee)修改了軍事特點需求，要求W48可與[M59加農炮|M1A1]之外的 T248榴彈砲兼容。勞倫斯伯克利國家實驗室和桑迪亞國家實驗室表示，在沒有進行進一步的測試的情況下，是不可能確認的這要求的。試驗隨後在猶馬試驗場(英語: Yuma Proving Ground)進行，試驗對砲彈產生的角加速度為190,000 rad·s−2 以及12,000 g(120,000 m·s−2)的回退加速度。並沒有檢測到試驗對武器組件造成損毀。
在1961年11月，美國陸軍基於安全考慮將它的名稱從T358改為XM454。在1962年6月取消了防止至地面爆炸(英語: surface burst preclusion)的需要，在9月增加了能承受由直升機空投的需要。此時開始了對榴彈砲發射砲彈組件進行全面測試。W48的首次生產日期從1962年6月延遲至10月，隨後再次延至1963年3月。
W48 Mod 0的首次生產日期是1963年10月。W48的最遠射程為14,000 m(8.7英里)，最短引信設定的距離為1,650 m(1.03英里)。W48的最後成品長34英吋(860 mm)，重120磅(54 kg)。W48採用了調製中子引爆器（英語：modulated neutron initiator）
後來生產了變種型號Mod 1。總共生產了1060枚核砲彈，僅生產了135枚Mod 0，Mod 0在1969年退役。Mod 1於1992年退役。

## 替代品
W82的目的是取代W48，但W82在1990年被取消。

## 外部連結
- Allbombs.html list of all US nuclear weapon models at nuclearweaponarchive.org
- Linear Implosion in the Nuclear Weapons FAQ at nuclearweaponarchive.org